# Rakhee Thakrar
Rakhee Thakrar, née le 29 février 1984 à Leicester, une actrice britannique. Elle se fait connaître dans le rôle de Shabnam Masood dans EastEnders ainsi que celui Emily Sands dans Sex Education.

## Biographie
Rakhee est née le 29 février 1984 et est d'origine indienne. Elle a fréquenté l'Université Soar Valley.

## Filmographie

### Cinéma

#### Longs métrages
- 2017 : Those Four Walls d'Ameet Chana : Neha
- 2020 : 23 Walks de Paul Morrison : la greffière
- 2020 : Summerland de Jessica Swale : Madame Evans
- 2020 : Running Naked de Victor Buhler : Jade
- 2023 : My Happy Ending de Tal Granit et Sharon Maymon : Imaan
- 2023 : Wonka de Paul King : Lottie Bell
- 2024 : September and July (September Says) d'Ariane Labed : Sheela

#### Courts métrages
- 2006 : Tourettes Haiku de Balwant Dass : Neha
- 2007 : Circle de Mehul Desai : Tina Parekh
- 2012 : TYU's Company de Reema Sengupta : GGS (voix)
- 2016 : Juliet Remembered de Tamzin Merchant : Deena
- 2018 : Love, Sex, and Sid Effects de Sarmad Masud : Rosie
- 2019 : Extinction de Jack Cooper Stimpson
- 2019 : End-O d'Alice Seabright : Dr. Womaan
- 2024 : Spirit of Place de Jack Cooper Stimpson

### Télévision

#### Séries télévisées
- 2007–2010 : Doctors : Jasmin Sharma / Safeena Abbasi (2 épisodes)
- 2008 : Star Cops : Priya Basu
- 2009 : No Signal
- 2010–2011 : Holby City : Sarita Dubashi (3 épisodes)
- 2011 : DCI Banks : une assistante de labo
- 2011 : The Jury : la sœur de Rashid
- 2012 : Peep Show : une serveuse
- 2013 : Cloud 9 : Simran (112 épisodes)
- 2013–2014 : Invizimals : Jazmin (13 épisodes)
- 2014–2016 : EastEnders : Shabnam Masood (167 épisodes)
- 2015 : Children in Need : Shabham Kazemi
- 2019 : Quatre mariages et un enterrement (Four Weddings and a Funeral) (mini-série) : Fatima (6 épisodes)
- 2019-2023 : Sex Education : Emily Sands (17 épisodes)
- 2020 : Criminal : Royaume-Uni : Nasreen Shah
- 2021 : The Girl Before (mini-série) : Mia (4 épisodes)
- 2022 : Rules of the Game : Maya Benshaw
- 2022 : Karen Pirie : Bel Richmond
- 2024 : Finders Keepers (mini-série) : DS Carole Doyle

#### Téléfilms
- 2006 : Banglatown Banquet de Hettie Macdonald : Rozena
- 2011 : Page 8 (Page Eight) de David Hare : Muna Hammami
- 2013 : Bollywood Carmen de Tim Van Someren et Indra Bhose : Tannishta, la fiancée